# Sofia de Bar
Sofia de Bar (n. cca. 1004 sau 1018 – d. 21 ianuarie sau 21 iunie 1093) a fost fiică a ducelui Frederic al II-lea de Lorena (d. 1026/1027) cu Matilda de Suabia.
După ce tatăl ei a murit, Sofia și sora ei Beatrice au trăit alături de sora mamei lor, împărăteasa Empress Gisela
Sofia a fost contesă de Bar între 1033 și 1092, ca succesoare a fratelui ei Frederic al III-lea de Lorena Superioară, decedat în 1033 fără copii. Sora sa Beatrice (d. 1076) s-a căsătorit cu Bonifaciu, margraf de Toscana, după care s-a recăsătorit cu ducele Godefroy al III-lea de Lotharingia Inferioară.
În ceea ce o privește, Sofia s-a căsătorit cu contele Ludovic Montbéliard (1019–1071 și 1073). Fiul lor a fost Theodoric I de Montbéliard (1045–1105), care a succedat în Bar.
Copiii lor au fost:
- Bruno
- Ludovic, consemnat la 1080
- Frederic (d. 1092), devenit marchiz de Suze
- Sofia, căsătorită cu Folmar, conte de Froburg
- Beatrice (d. 1092), căsătorită cu ducele Berthold I de Zähringen (d. 1078), duce de Carintia
- Matilda, căsătorită cu Ugo de Dagsburg (d. 1089)